# Обратная решётка
Обратная решётка — точечная трёхмерная решётка в абстрактном обратном пространстве, где расстояния имеют размерность обратной длины. Понятие обратной решётки удобно для описания дифракции рентгеновских лучей, нейтронов и электронов на кристалле. Обратная решётка (обратное пространство, импульсное пространство) является Фурье-образом прямой кристаллической решётки (прямого пространства).

## Определение
Каждой кристаллической структуре соответствуют две решётки: кристаллическая решётка и обратная решётка. Можно определить векторы прямой {\displaystyle \mathbf {a_{1}} ,\mathbf {a_{2}} ,\mathbf {a_{3}} } и обратной {\displaystyle \mathbf {b_{1}} ,\mathbf {b_{2}} ,\mathbf {b_{3}} } решёток. Дифракционная картина представляет собой карту обратной решётки кристалла, так же как микроскопическое изображение представляет собой карту реальной структуры кристалла. Векторы кристаллической решётки имеют размерность длины, а размерность векторов обратной решётки [длина]−1. Кристаллическая решётка — это решётка в обычном, реальном пространстве; обратная решётка — решётка в пространстве Фурье.
В кристаллографии обратная решётка  состоит из множества векторов K, таких, что
{\displaystyle e^{i\mathbf {K} \cdot \mathbf {R} }=1}
для всех векторов R, указывающих на положение узлов кристаллической решётки. 
Для бесконечной трёхмерной решётки, характеризующейся базисными векторами {\displaystyle (\mathbf {a_{1}} ,\mathbf {a_{2}} ,\mathbf {a_{3}} )}, её обратная решётка задаётся тройкой базисных векторов обратной решётки {\displaystyle (\mathbf {b_{1}} ,\mathbf {b_{2}} ,\mathbf {b_{3}} )}, связанных с базисными векторами прямой решётки соотношением {\displaystyle \mathbf {a_{j}} \cdot \mathbf {b_{k}} =\mathbf {b_{k}} \cdot \mathbf {a_{j}} =2\pi \delta _{jk}=\left\{{\begin{matrix}2\pi ,&j=k\\0,&j\neq k\end{matrix}}\right.} и вычисленных по формулам
{\displaystyle \mathbf {b_{1}} =2\pi {\frac {\mathbf {a_{2}} \times \mathbf {a_{3}} }{\mathbf {a_{1}} \cdot (\mathbf {a_{2}} \times \mathbf {a_{3}} )}}}
{\displaystyle \mathbf {b_{2}} =2\pi {\frac {\mathbf {a_{3}} \times \mathbf {a_{1}} }{\mathbf {a_{2}} \cdot (\mathbf {a_{3}} \times \mathbf {a_{1}} )}}}
{\displaystyle \mathbf {b_{3}} =2\pi {\frac {\mathbf {a_{1}} \times \mathbf {a_{2}} }{\mathbf {a_{3}} \cdot (\mathbf {a_{1}} \times \mathbf {a_{2}} )}}}
Вышеупомянутое определение называют физическим определением, так как множитель 2π возникает естественно из исследования периодических структур. Эквивалентное кристаллографическое определение возникает, если вектора обратной решётки подчиняются следующему соотношению
{\displaystyle e^{2\pi i\mathbf {K} \cdot \mathbf {R} }=1},
которое изменяет формулы для нахождения векторов обратной решётки:
{\displaystyle \mathbf {b_{1}} ={\frac {\mathbf {a_{2}} \times \mathbf {a_{3}} }{\mathbf {a_{1}} \cdot (\mathbf {a_{2}} \times \mathbf {a_{3}} )}}}
и аналогично для других векторов.
Кристаллографическое определение выгодно тем, что определяет {\displaystyle \mathbf {b_{1}} } как обратную величину {\displaystyle \mathbf {a_{1}} } в направлении {\displaystyle \mathbf {a_{2}} \times \mathbf {a_{3}} }, без множителя 2π. Это может упростить определённые математические манипуляции и выражает взаимные измерения решётки в единицах пространственной частоты. Это вопрос удобства, какое определение векторов обратной решётки использовать, конечно не смешивая их.
Другими словами, каждую систему плоскостей можно полностью задать вектором обратной решётки b, который перпендикулярен плоскостям и равен по величине b = 2π/d, где d — межплоскостное расстояние. Это можно считать определением векторов обратной решётки.
Кристаллографическое определение базиса в векторной алгебре называется взаимным базисом и используется для доказательства некоторых утверждений, связанных с углами между векторами и смешанным произведением:212-214.
Обратная решётка используется для определения индексов плоскости. Любой кристаллографической плоскости отвечает набор векторов обратной решётки, при этом коэффициенты разложения кратчайшего вектора по единичным векторам обратной решётки являются индексами плоскости.